# Morlaix Communauté
Die Morlaix Communauté ist ein französischer Gemeindeverband mit der Rechtsform einer Communauté d’agglomération im Département Finistère in der Region Bretagne. Der Gemeindeverband wurde am 30. Dezember 1999 gegründet und besteht aus 26 Gemeinden (Stand: 1. Januar 2019). Der Verwaltungssitz befindet sich in der Stadt Morlaix.

## Historische Entwicklung
Mit Wirkung vom 1. Januar 2019 gingen die ehemaligen Gemeinden Plouigneau und Le Ponthou in die Commune nouvelle Plouigneau auf. Dadurch verringerte sich die Anzahl der Mitgliedsgemeinden auf 26.

## Mitgliedsgemeinden
| Gemeinde                    | Einwohner 1. Januar 2022 | Fläche km² | Dichte Einw./km² | Code INSEE | Postleitzahl |
| --------------------------- | ------------------------ | ---------- | ---------------- | ---------- | ------------ |
| Botsorhel                   | 428                      | 25,64      | 17               | 29014      | 29650        |
| Carantec                    | 3.261                    | 9,02       | 362              | 29023      | 29660        |
| Garlan                      | 1.063                    | 13,34      | 80               | 29059      | 29610        |
| Guerlesquin                 | 1.259                    | 21,83      | 58               | 29067      | 29650        |
| Guimaëc                     | 966                      | 18,73      | 52               | 29073      | 29620        |
| Henvic                      | 1.195                    | 9,95       | 120              | 29079      | 29670        |
| Lanmeur                     | 2.367                    | 26,47      | 89               | 29113      | 29620        |
| Lannéanou                   | 341                      | 16,17      | 21               | 29114      | 29640        |
| Le Cloître-Saint-Thégonnec  | 644                      | 28,48      | 23               | 29034      | 29410        |
| Locquénolé                  | 792                      | 0,85       | 932              | 29132      | 29670        |
| Locquirec                   | 1.543                    | 5,96       | 259              | 29133      | 29241        |
| Morlaix                     | 15.220                   | 24,82      | 613              | 29151      | 29600        |
| Pleyber-Christ              | 3.175                    | 45,47      | 70               | 29163      | 29410        |
| Plouégat-Guérand            | 1.058                    | 17,29      | 61               | 29182      | 29620        |
| Plouégat-Moysan             | 720                      | 14,97      | 48               | 29183      | 29650        |
| Plouezoc’h                  | 1.640                    | 15,83      | 104              | 29186      | 29252        |
| Plougasnou                  | 3.035                    | 33,94      | 89               | 29188      | 29630        |
| Plougonven                  | 3.398                    | 69,32      | 49               | 29191      | 29640        |
| Plouigneau                  | 5.039                    | 64,82      | 78               | 29199      | 29610, 29650 |
| Plounéour-Ménez             | 1.298                    | 51,74      | 25               | 29202      | 29410        |
| Plourin-lès-Morlaix         | 4.529                    | 40,92      | 111              | 29207      | 29600        |
| Saint-Jean-du-Doigt         | 683                      | 19,81      | 34               | 29251      | 29630        |
| Saint-Martin-des-Champs     | 4.792                    | 15,70      | 305              | 29254      | 29600        |
| Saint-Thégonnec Loc-Eguiner | 3.118                    | 49,78      | 63               | 29266      | 29410        |
| Sainte-Sève                 | 1.060                    | 9,98       | 106              | 29265      | 29600        |
| Taulé                       | 2.883                    | 29,47      | 98               | 29279      | 29670        |
| Morlaix Communauté          | 65.507                   | 680,30     | 96               | –          | –            |